# IC 3476
IC 3476 — галактика типу IBm (змішана іррегулярна витягнута галактика) у сузір'ї Волосся Вероніки.
Цей об'єкт міститься в оригінальній редакції індексного каталогу.